# Nyctopais mysticus
Nyctopais mysticus är en skalbaggsart som beskrevs av Jordan 1894. Nyctopais mysticus ingår i släktet Nyctopais och familjen långhorningar.
Artens utbredningsområde är Ghana. Inga underarter finns listade i Catalogue of Life.